# Kristina Richter
Kristina „Tina“ Richter, geborene Hochmuth, (* 24. Oktober 1946 in Zwickau) ist eine ehemalige deutsche Handballspielerin. Sie war mit der Nationalmannschaft der DDR dreimal Weltmeisterin im Hallenhandball.

## Vereinskarriere
Kristina Richter kam 1963 über die Leichtathletik zum Handball. Sie begann in ihrer Jugend bei der BSG Aktivist Karl Marx Zwickau, dem heutigen BSV Sachsen Zwickau. Sie ging zum Studium nach Leipzig und erlebte dort die Auflösung des SC DHfK Leipzig. Da Trainer Peter Kretzschmar sie auch beim SC Leipzig nicht berücksichtigte, wechselte sie 1965 zum Berliner TSC. Dem Verein blieb sie bis zu ihrem ersten Karriereende 1980 treu. Mit ihrem Verein gewann sie 1978 den Europapokal der Landesmeister und war im Endspiel mit acht Toren die erfolgreichste Schützin.
1977 und 1979 siegte Richter mit Berlin im Europapokal der Pokalsieger, wurde DDR-Meister 1974, 1977, 1978 und 1980 und gewann den FDGB-Pokal 1977, 1978, 1979 und 1980. In der Saison 1987/88 kehrte sie beim damaligen DDR-Ligisten BVB Berlin aufs Spielfeld zurück.

## Auswahlmannschaften
Sie spielte auch in der Frauen-Handballnationalmannschaft der DDR. Mit der Nationalmannschaft gewann sie die Weltmeisterschaft 1971, die Weltmeisterschaft 1975 und die Weltmeisterschaft 1978. Bei dieser Weltmeisterschaft war sie die Torschützenkönigin. Sie gewann mit der Auswahl die Silbermedaille bei den Olympischen Spielen 1976 in Montreal und die Bronzemedaille bei den Olympischen Spielen 1980 in Moskau.

## Trainerin
Nach 1981 war Richter auch im Handball-Nachwuchsbereich des TSC tätig. Sie förderte Cordula David, die 1993 Weltmeisterin wurde. 1994 war sie DHB-Auswahltrainerin. Ab 1994 trainierte sie die 1. Frauen-Mannschaft des Berliner TSC.

## Ehrungen
Kristina Richter wurde 1976 mit dem Vaterländischen Verdienstorden in Bronze und 1980 in Silber ausgezeichnet. 1980 wurde sie zur Handballerin des Jahres gewählt.
Bei der Eröffnungsfeier bei den Olympischen Spielen 1980 in Moskau war sie Fahnenträgerin der DDR-Mannschaft. Sie war die erste deutsche Mannschaftssportlerin, der diese Ehre zuteilwurde.
Im Juli 2016 wurde sie als erste (und bisher einzige) Handballerin in die Hall of Fame des deutschen Sports aufgenommen.

## Privates
Kristina Richter studierte in Leipzig. Die Diplom-Sportlehrerin war als Grundschullehrerin für Sport und Geographie tätig. Sie war bis zum Tod ihres Mannes im Jahr 2020 verheiratet mit dem Radsporttrainer Dagomar Richter (1938–2020), hat zwei Kinder und lebt im Mühlenbecker Land.
Ihr älterer Bruder trainierte den Bezirksligisten BSG Aktivist Karl Marx Zwickau.